# Jungermanniopsida
Die Jungermanniopsida sind eine Klasse der Lebermoose. Die Jungermanniopsida werden in vier Unterklassen eingeteilt, jene der Jungermanniidae enthält beblätterte Vertreter (folios), die der anderen Unterklassen besitzen einen einfachen Thallus. Die Klasse ist mit über 4500 Arten ausgesprochen umfangreich.

## Merkmale
Die Jungermanniales sind in Stämmchen und Blättchen gegliedert. Die Blättchen ohne Mittelrippe sitzen seitlich in ursprünglich drei Reihen. Bei manchen Arten fällt die dritte Reihe an der Unterseite weg. Dagegen sind die Arten der Metzgeriales „thallos“ gebaut. Ihr Thallus ist aber einfacher gebaut als bei den Marchantiopsida. Er besitzt weder Luftkammern noch Atemporen und ist nur wenige Zellschichten dick. Ein zentraler Streifen ist meist dicker als der Rand, bei manchen Arten, etwa bei der Gattung Metzgeria ist eine scharf abgegrenzte Mittelrippe vorhanden. Am Rand ist der Thallus bei manchen Arten gelappt, was dann den Eindruck macht, als wären zwei Reihen von Blättchen vorhanden. Der Thallus wird aus zweischneidigen Scheitelzellen gebildet, die beblätterten Formen aus dreischneidigen Scheitelzellen.
In fast allen Geweben der Jungermanniopsida finden sich Ölkörper aus Terpenen, die ihnen einen typischen Duft verleihen.
Die Gametangien stehen einzeln und sind nicht in Gametangienständen zusammengefasst.
Der Sporophyt besteht aus einer Sporenkapsel, die von einem langen Stiel (Seta) emporgehoben wird. Die Sporenkapsel öffnet sich längs in 4 Klappen.

## Namen
Die namensgebende Gattung, Jungermannia, wurde von Carl von Linné nach Ludwig Jungermann (1572–1653) benannt. Aufgrund der unterschiedlichen Schreibweisen von Jungermans Namen, mit einem bzw. zwei n, wurde von manchen Systematikern auch die Schreibweise Jungermania verwendet. Maßgeblich ist jedoch die Schreibung Linnés.

## Systematik
Die Jungermanniopsida werden wie folgt untergliedert. Dabei sind Taxa bis zur Familienebene vollständig gelistet, Gattungen und Arten nur exemplarisch:
- Klasse Jungermanniopsida
  - Unterklasse Jungermanniidae
    - Überordnung Jungermannianae
      - Ordnung Perssoniellales
        - Familie Perssoniellaceae
        - Familie Schistochilaceae

      - Ordnung Jungermanniales
        - Unterordnung Balantiopsineae
          - Familie Balantiopsaceae
          - Familie Trichotemnomaceae

        - Unterordnung Jungermanniineae
          - Familie Acrobolbaceae
          - Familie Antheliaceae
          - Familie Calypogeiaceae
          - Familie Gymnomitriaceae
          - Familie Jungermanniaceae
          - Familie Mesoptychiaceae
          - Familie Myliaceae
          - Familie Stephaniellaceae

        - Unterordnung Brevianthineae
          - Familie Brevianthaceae
          - Familie Chonecoleaceae

        - Unterordnung Geocalycineae s. str.
          - Familie Geocalycaceae
          - Familie Gyrothyraceae

      - Ordnung Jamesoniellales
        - Familie Adelanthaceae
        - Familie Jamesoniellaceae
          - Gattung Jamesoniella
            - Jamesoniella autumnalis
            - Jamesoniella undulifolia

      - Ordnung Lophoziales
        - Unterordnung Cephaloziineae
          - Familie Cephaloziaceae
            - Gattung Cephalozia
              - Cephalozia bicuspidata
              - Cephalozia connivens

            - Gattung Nowellia
              - Nowellia curvifolia

            - Gattung Odontoschisma
              - Odontoschisma denudatum

          - Familie Cephaloziellaceae
            - Gattung Cephaloziella
              - Cephaloziella divaricata

          - Familie Jackiellaceae

        - Unterordnung Lophoziineae
          - Familie Blepharidophyllaceae
          - Familie Chaetophyllopsaceae
          - Familie Delavayellaceae
          - Familie Lophoziaceae
          - Familie Scapaniaceae

      - Ordnung Trichocoleales
        -           - Familie Blepharostomataceae
          - Familie Trichocoleaceae

      - Ordnung Lepidoziales
        -           - Familie Lepidoziaceae
            - Gattung Lepidozia
              - Lepidozia reptans

          - Familie Neogrolleaceae
          - Familie Phycolepidoziaceae

      - Ordnung Lepidocoleales
        - Unterordnung Lepidocoleineae
          - Familie Lepidocoleaceae
          - Familie Vetaformaceae

        - Unterordnung Herbertineae
          - Familie Grolleaceae
          - Familie Herbertaceae
          - Familie Mastigophoraceae

      - Ordnung Pseudolepidocoleales
        - Familie Pseudolepidocoleaceae

      - Ordnung Lophocoleales
        - Familie Arnelliaceae
        - Familie Lophocoleaceae
          - Gattung Chiloscyphus
          - Gattung Lophocolea

        - Familie Plagiochilaceae
          - Gattung Plagiochila

    - Überordnung Porellanae
      - Ordnung Ptilidiales
        - Familie Neotrichocoleaceae
        - Familie Ptilidiaceae
          - Gattung Ptilidium
            - Behaartes Federchen-Lebermoos (Ptilidium ciliare)
            - Ptilidium pulcherrimum

      - Ordnung Porellales
        - Unterordnung Lepidolaeninae
          - Familie Goebeliellaceae
          - Familie Jubulopsaceae
          - Familie Lepidolaenaceae

        - Unterordnung Porellineae
          - Familie Porellaceae
            - Gattung Porella
              - Porella platyphylla

      - Ordnung Radulales
        - Familie Radulaceae
          - Gattung Radula
            - Radula complanata
            - Radula visianica

      - Ordnung Jubulales
        - Familie Frullaniaceae
          - Gattung Frullania
            - Frullania dilatata

        - Familie Jubulaceae
        - Familie Lejeuneaceae

  - Unterklasse Pleuroziidae
    - Ordnung Pleuroziales
      - Familie Pleuroziaceae

  - Unterklasse Metzgeriidae
    - Ordnung Aneurales
      - Familie Aneuraceae
      - Familie Mizutaniaceae
      - Familie Verdoorniaceae

    - Ordnung Metzgeriales
      - Familie Metzgeriaceae

## Belege
- Jan-Peter Frahm: Biologie der Moose. Spektrum Akademischer Verlag, Heidelberg/Berlin 2001, ISBN 3-8274-0164-X.
- Jan-Peter Frahm, Wolfgang Frey, J. Döring: Moosflora. 4., neu bearbeitete und erweiterte Auflage. Ulmer, Stuttgart 2004, ISBN 3-8001-2772-5. (UTB für Wissenschaft, Band 1250, ISBN 3-8252-1250-5)